# Матушевський Вітольд
Матушевський Вітольд (1879, Оренбург - 1950) – архітектор, член Української Центральної Ради.

Закінчив філологічну гімназію у Гродно. До 1905 року навчався на факультеті будівельної інженерії Варшавської Політехніки. Після закриття вишу перевівся до Інституту цивільних інженерів у Санкт-Петербурзі. Працював у Міністерстві землеробства та державного майна Російської імперії, реалізував кілька будівельних проєктів.
У 1910-1914 рр. – головний архітектор Равського та Пйотрківського повітів, також займався приватною практикою.

Під час евакуації у ході Першої світової війни втрати праве око. У 1915-1918 роках проживав у Києві. Брав участь у  польському національному рухові. 

Був членом Української Центральної Ради від польської національної меншини.

У 1918 році виїхав до Польщі. Працював у кількох міністерствах та був асистентом кафедри будівництва у Варшавській Політехніці. Займався приватною практикою.